# Giorni (film 1963)
Giorni (Dani) è un film del 1963 diretto da Aleksandar Petrović.

## Trama
La giornata di una donna sposata che non riesce a trovare un proprio ruolo nella vita. Incorre in una serie di situazioni che l’aiutano a scoprire se stessa, il senso della sua esistenza, il suo destino. La sua vita non è altro che lo specchio della sua profonda solitudine. Incontra un giovane, il cui padre sta per morire, e trascorre assieme a questi il pomeriggio, cercando di dare un nuovo senso e nuove forme a un’immagine sbiadita della vita.